# Панько Юрій Сергійович
Юрій Сергійович Панько (нар. 28 липня 1913, Київ — пом. невідомо) — український радянський архітектор.

## Біографія
Народився 28 липня 1913 року в місті Києві (нині Україна). 1940 року закінчив Київський інженерно-будівельний інститут, де навчався зокрема у Олександра Вербицького, Володимира Заболотного, Якова Штейнберга.
Після здобуття фахової освіти працював у архітектурно-проєктних установах Києва.

## Архітектурна діяльність
Співавтор:
- серії типових проєктів житлових будинків (1957);
- серії типових проєктів житлових будинків для сільського будівництва УРСР (1959—1960);
- проєктів планування сіл Кіцканів, Копанок Молдавської РСР (1960—1963);
- планування і забудови громадських центрів сіл Моринців та Шеченкового Черкаської області (1963—1969);
- забудови громадського центру села Циблів Київської області (1967).

Автор статей з питань будівництва та архітектури.